# Conferência Naval de Genebra
A Conferência Naval de Genebra (em inglês: Geneva Naval Conference) foi uma conferência realizada para discutir a limitação de armas navais, realizada em Genebra, Suíça, em 1927. O objetivo da Conferência era estender os limites existentes na construção naval que haviam sido acordados no Tratado Naval de Washington. O Tratado de Washington limitou a construção de navios de guerra e porta-aviões, mas não limitou a construção de cruzadores, contratorpedeiros ou submarinos.

## Antecedentes
Em fevereiro de 1927, o presidente Calvin Coolidge fez uma convocação para que as Cinco Grandes Potências se reunissem em Genebra para enfrentar a questão das rivalidades navais, como resultado das discussões sobre as limitações de armas navais nas reuniões de desarmamento da Liga das Nações. Grã-Bretanha e o Japão aceitaram o convite, mas a França e a Itália (as outras nações que assinaram o Tratado de Washington) recusaram.
O Tratado de Washington definiu uma proporção de 5; 5; 3; 1,75; 1,75 na força dos navios capitais (navios de guerra e cruzadores de batalha) entre a Grã-Bretanha, os Estados Unidos, o Japão, a França e a Itália, respectivamente. Os EUA buscaram usar a conferência de Genebra para estender essa proporção para embarcações menores, permitindo tanto à Grã-Bretanha quanto a si próprios cruzadores com um deslocamento total de 300 000 toneladas, com os japoneses permitidos 180 000 toneladas. Ao mesmo tempo, os EUA queriam evitar mais restrições ao tamanho dos navios individuais.

## Negociações
Sob o Tratado de Washington, cada nação foi autorizada a construir cruzadores de até 10 000 toneladas de deslocamento, carregando canhões de 8 polegadas. Na prática, esse número também se tornou um número mínimo, com as marinhas competindo para projetar cruzadores de exatamente 10 000 toneladas de deslocamento. A posição de negociação dos EUA, na qual não estavam dispostos a se comprometer, era um plano para construir 25 cruzadores pesados de 10 000 toneladas de deslocamento (250 000 toneladas no total).
A Grã-Bretanha, por outro lado, estava preparada para aceitar a paridade com os EUA em sua frota de cruzadores, desde que a Marinha Real fosse capaz de manter uma força de cruzadores muito grande, se necessário de navios menores e mais baratos, que considerou necessário para proteger o longas rotas comerciais e compromissos imperiais do Império Britânico. A Grã-Bretanha propôs a redução do limite de 10 000 toneladas e 8 polegadas para cruzadores recém-construídos. Os britânicos estimaram que precisariam de 70 cruzadores, totalizando 560 000 toneladas de deslocamento (ou seja, com média de 8 000 toneladas cada), quase o dobro da tonelagem total da proposta americana.
A principal preocupação dos japoneses era evitar a repetição da proporção 5; 5; 3. O estado-maior naval japonês achava que uma frota 70% do tamanho da dos EUA era o mínimo necessário para vencer uma guerra contra os EUA. Como a proporção de 70% não havia sido alcançada com navios de guerra, era particularmente importante mantê-la para cruzadores. No entanto, uma vez que as delegações britânica e americana não conseguiram chegar a um acordo, as objeções japonesas não foram cruciais para o fracasso da cúpula.
No final, os participantes da conferência não conseguiram chegar a um acordo vinculativo sobre a distribuição da tonelagem naval.

## Impacto
A questão das limitações na tonelagem dos cruzadores foi levantada novamente na Conferência Naval de Londres de 1930, resultando no Tratado Naval de Londres. A Conferência de Londres teve sucesso onde Genebra falhou, com os EUA tendo permissão para um número maior de cruzadores pesados do que a Grã-Bretanha, mas a Grã-Bretanha tendo permissão para um número maior de cruzadores leves. O acordo foi alcançado em parte porque as delegações britânica e norte-americana reconheceram um maior interesse comum e a necessidade de cortar gastos do governo como resultado do crash de Wall Street de 1929. Esses eventos focalizaram as mentes na necessidade de se chegar a um acordo.